# چونگ انگ
چونگ انگ (به چینی: 章瑛) (زاده ۶ ژوئیه ۱۹۵۷) سیاست‌مداری مالزیایی از حزب حرکت دموکرات و نمایندهٔ کنونی مجلس مالزی (از ناحیه پنانگ) است. چونگ در دانشگاه پوترای مالزی تحصیل کرده‌است.